# Relaciones Chile-Ghana
Las relaciones Chile-Ghana son las relaciones internacionales entre la República de Chile y la República de Ghana.

## Historia
Las relaciones entre ambos países se iniciaron el 6 de octubre de 1961, fecha en que los cancilleres de ambos países se reunieron en la Sede de Naciones Unidas en Nueva York firmaron un acuerdo diplomático.
En agosto de 2013, Chile designó a Ricardo Allen como primer embajador residente en Ghana, siendo la primera delegación chilena constituida en África Occidental. La misión diplomática chilena funciona en recintos de la embajada de Colombia en Ghana, en virtud de un acuerdo para compartir delegaciones en el extranjero firmado en el marco de la Alianza del Pacífico.

### Visitas oficiales
En julio de 2012, el subsecretario de Relaciones Exteriores de Chile, Fernando Schmidt Ariztía, visitó Acra, donde anunció la apertura de la embajada chilena. Junto a su par ghanés, conversaron sobre eventuales áreas de colaboración, incluyendo el comercio, la inversión, la minería y los hidrocarburos.
En febrero de 2014, la ministra de Relaciones Exteriores y de Integración Regional de Ghana, Hanna Tetteh, realizó una visita oficial en Chile. Tras reunirse con su par chileno, Alfredo Moreno Charme, trataron sobre estrechar los vínculos políticos, económicos y culturales entre ambas naciones e incentivar la cooperación sur-sur. Asimismo, en dicha visita se firmó un Memorándum de Entendimiento para el establecimiento de un mecanismo de consultas políticas entre ambos países.

## Relaciones comerciales
El intercambio comercial entre ambos países ascendió a los 34 millones de dólares estadounidenses en 2022, representando un crecimiento del 36% en los últimos cinco años. Los principales productos exportados por Chile fueron jurel, manufacturas de aluminio y maquinaria de sondeo o perforación, mientras que aquellos exportados por Ghana al país sudamericano fueron cauchos, planchas de madera y pasta de cacao.

## Misiones diplomáticas
- Chile tiene una embajada en Acra.[7]

- Ghana esta acreditado ante Chile por su embajada en Brasilia, Brasil.